# 베냉의 경제
베냉의 경제는 여전히 낙후되어 농업과 면화에 의존하고 있다. 면화는 베냉 GDP의 40%, 공식 수출 수입의 약 80%를 차지한다. 직물, 야자수 제품, 코코아 원두 생산도 있다. 옥수수(옥수수), 콩, 쌀, 땅콩, 캐슈, 파인애플, 카사바, 참마 및 기타 다양한 튜브가 현지 생활을 위해 재배된다. 베냉은 1982년 10월에 근해 석유를 소량 생산하기 시작했다. 최근 몇 년간 생산이 중단되었지만 새로운 장소에 대한 탐사는 진행 중이다.
적당한 어선에서는 현지 생활과 유럽으로의 수출에 생선과 새우를 제공한다. 이전에는 정부 소유였던 상업 활동이 지금은 민영화되었다. 프랑스 양조장이 국영 양조장을 인수했다. 소규모 사업체들은 베냉 시민들이 개인적으로 소유하고 있지만, 일부 기업들은 주로 프랑스와 레바논 등 외국인 소유 기업들이다. 민간 상업 부문과 농업 부문은 성장의 일등 공신이다.

## 경제 발전
1990년 민주 정부로의 이행 이후, 베냉은 경제 회복을 겪어왔다. 민간과 공공 자원으로부터의 대규모 외부 투자 투입은 1990년대 초반 세계적인 불황과 지속적으로 낮은 원자재 가격(비록 후자가 경제에 영향을 계속 주지만)으로 인한 경제적 어려움을 완화시켰다. 제조업 부문은 일부 경공업에만 국한되어 있는데, 경공업은 주로 1차 생산품 처리와 소비재 생산과 관련이 있다. 이웃 국가인 토고와의 공동 수력 발전 프로젝트는 현재 토고 수입의 상당 부분을 차지하고 있는 가나로부터 수입된 에너지에 대한 베냉의 의존도를 낮추기 위한 것이다.
서비스 부문은 경제 자유화와 재정 개혁에 자극받아 빠르게 성장했고, 그 결과 자동차와 컴퓨터 같은 현대 기술의 사용은 상당히 증가했다. CFA 프랑 존의 회원 자격은 프랑스의 경제적 지원을 받을 수 있을 뿐만 아니라 합리적인 통화 안정성을 제공한다. 베냉은 주로 프랑스, 네덜란드, 한국, 일본, 인도에 제품을 판매하고 있다. 프랑스는 베냉의 주요 수입원이다. 베냉은 또한 서아프리카 경제 공동체(ECOWAS)의 회원이다.
베냉의 급속한 성장에도 불구하고, 베냉의 경제는 여전히 저개발 상태로 남아있고, 농업, 면화 생산, 그리고 지역 무역에 의존하고 있다. 실질 생산의 성장은 1996년 이후 평균 5%의 견실한 성장을 보였지만, 급속한 인구 증가는 1인당 기준으로 이러한 성장의 상당 부분을 상쇄했다. 인플레이션이 지난 몇 년 동안 진정되었다. GDP의 큰 부분을 차지하는 상업 및 운송 활동은 나이지리아의 개발, 특히 연료 부족에 취약하다.
베냉의 노동조합이 공식 노동력의 75%까지 차지하지만, 국제노동조합연합(ITCH)은 대규모 비공식 경제를 여성의 임금 평등 부족, 아동 노동력 사용, 그리고 계속되는 강제 노동 문제를 포함한 지속적인 문제들을 포함하고 있다고 지적했다.

## 금융 부문
베냉의 금융 부문은 은행이 지배하고 있으며, 일반적으로는 천박하다. 그러나 1990년대에 일련의 개혁이 이루어졌고, 이로 인해 은행 부문은 통합되고 모든 국영 은행은 민영화되었다.
인허가, 은행 활동, 조직 및 자본 요건, 검사 및 제재(모든 연합 국가에 적용 가능)에 관한 법적 프레임워크가 마련되어 있으며 1999년에 상당한 개혁을 거쳤다. 고객예금보험제도가 없다.
베냉은 활기차고 다각화된 소액금융 부문을 가지고 있다. 중앙은행의 2003년 자료에 따르면 소액금융 서비스의 보급률은 거의 60%에 달했다. 2006년 미소금융고용부는 협동조합, NGO, 저축/신용협회 및 정부 프로젝트를 포함하여 1308개 지부를 가진 762개 기관을 집계했다. 부문 강화를 위한 프로그램은 PRAFIDE와 같은 국가 및 지역 차원에서 수행된다. 소액금융 부문은 또한 중앙은행과 책임 있는 청년 및 여성 고용부를 통한 감독 대상이 된다.
베냉은 코트디부아르 아비장에 위치한 BRVM의 회원이다. 주식은 그 지역의 여러 회사에 의해 발행되었다. 상장 채권은 부분적으로 회사들에 의해 발행되었고 일부는 서아프리카 통화 경제 연합의 정부에 의해 발행되었다.
2004년 BCEAO를 통해 지급결제 시스템과 청산 메커니즘이 개선되었고 RTGS와 SWIFT가 중앙은행과 특수은행뿐만 아니라 은행, 금융기관, 증권거래소에 접근할 수 있게 되었다.

## 같이 보기
- 유엔 아프리카 경제 위원회